# 빅토르 이샤예프

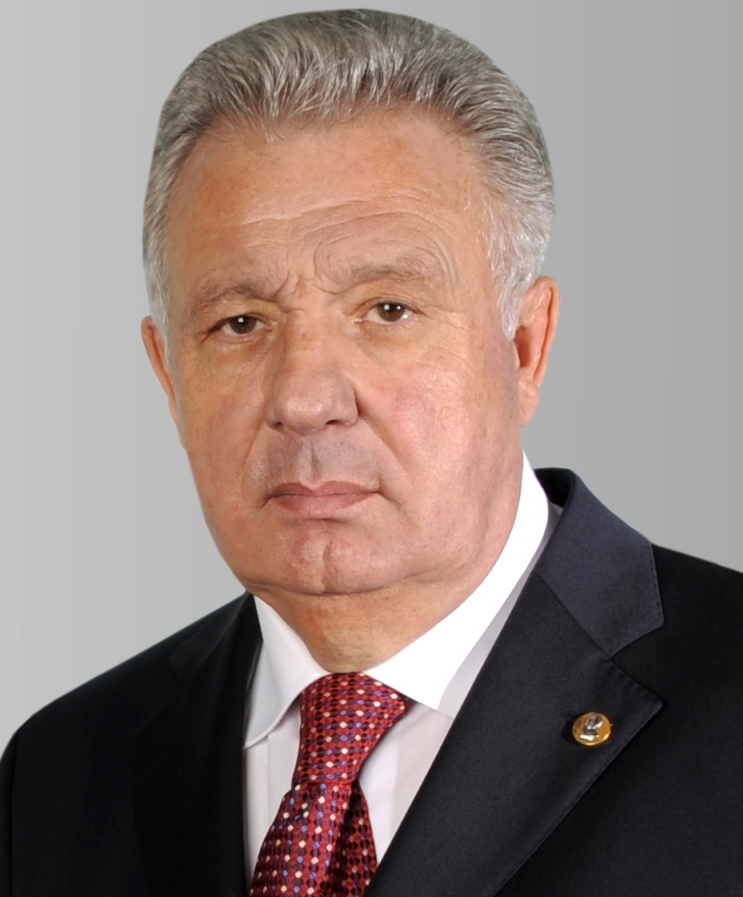

빅토르 이바노비치 이샤예프(러시아어: Виктор Иванович Ишаев, 1948년 ~ )는 러시아의 정치인이자 경제학자이다. 하바롭스크 지방 주지사, 극동 연방 관구 대통령 전권 대표, 대통령 전권 대표 겸 극동 개발 장관을 지냈다.
| 전임 직위 창설 | 하바롭스크 변경주 주지사 2001년-2009년 | 후임 뱌체슬라프 시포르트 |